# 中山公园站 (青岛市)
中山公园站，位于中华人民共和国山东省青岛市市南区香港西路与荣成路交叉口地下，是青岛地铁3号线的地铁车站。

## 沿革
- 2009年11月30日，青岛地铁一期工程正式奠基，地铁车站土建开始。
- 2016年12月18日，青岛地铁3号线全线通车，中山公园站正式启用。

## 车站结构
地铁3号线经过此站时为西北－东南方向，沿香港西路伸展。
车站为地下二层岛式站台车站，车站主体外包尺寸总长184.7 m、标准段总高18.8 m、埋深10 m，站厅宽30.2 m、长113 m、面积3416 m²，站台层宽31.11 m、长113 m、面积3516 m²，站台宽10 m、有效长120 m。
车站主体采用暗挖法施工，设3个出入口、2组风亭、1个消防出入口，分别位于周边的香港西路北侧、香港西路韶关路口南侧、香港西路荣成路口西侧。

### 楼层
| G                 | 地面 | 出入口 |
| B1                | 站厅 | 服务中心、自动售票                                                                                            |
| B2                | 站台 | \| \| \| 3号线往青岛站（汇泉广场） \| \| 島式 · 開左邊车门 \| \| \| \| \| \| 3号线往青岛北站（太平角公园） \| |
|                   |      | 3号线往青岛站（汇泉广场）                                                                                     |
| 島式 · 開左邊车门 |      | |
|                   |      | 3号线往青岛北站（太平角公园）                                                                                 |

## 出入口
- ：香港西路（南），荣成路（西），天泰体育场
- ：香港西路（北），青岛中山公园
- ：香港西路（南），韶关路（东），武胜关支路，宁武关路，武胜关路，八大关风景区，青岛嘉峪关学校，第二海水浴场
  - 图例： 设有

- A出入口
- B出入口
- C出入口

## 公共艺术品
主题《青岛，行迹与发现》运用影像多媒体与传统浮雕的作品。窗帘式地展开，多媒体影像呈现出青岛百年历史轨迹、文化风物。利用多媒体及新影像技术，呈现出多观看视角、时间推移、空间的变化，展示多维的青岛，作品注重公众与作品的互动和参与。

## 车站周边
中山公园站坐落于青岛海滨风景区内，距离黄海汇泉湾最短直线距离约800米，距离太平湾最短直线距离约900米。正西方向约200米即是天泰体育场；西北方向约400米为中山公园南门。

## 换乘
中山公园站除自身轨道交通性质外，还可实现与市内公交车和出租车的近距离换乘：
- 分布于周边的公交车站，包括以下路线的停靠站点：6、26、31、202、206、214、219、223、228、231、302、304、312、316、317、321、370、411、468、501、604、605路。